# Winston-Salem
Winston-Salem – miasto w Stanach Zjednoczonych, w stanie Karolina Północna.
W 2000 roku miasto liczyło 185,8 tys. mieszkańców, a jego oficjalny obszar metropolitalny (hrabstwa Davie, Forsyth, Stokes i Yadkin) 421,96 tys. mieszkańców. Konurbacja złożona z Winston-Salem i oddalonych o 40 km miast Greensboro i High Point w 2004 roku liczyła 1,34 mln mieszkańców.
Miasto powstało w 1913 roku z połączenia dwóch miast: Salem, założonego w 1753 roku, i Winston, założonego w 1849 roku. Dużą rolę w historii miasta odegrał przemysł tytoniowy. W mieście znajduje się siedziba koncernu tytoniowego R.J. Reynolds Tobacco Company, produkującego między innymi papierosy marki Winston i Salem.

## Miasta partnerskie
- Ungheni, Mołdawia
- Kumasi, Ghana
- Nassau, Bahamy